# 1-金刚烷硫醇
1-金刚烷硫醇是一种有机硫化合物，化学式为C10H15SH。它可由1-溴金刚烷、硫脲、氢溴酸和冰乙酸回流反应，再经氢氧化钠水解、盐酸酸化得到；或由1-金刚烷醇和劳森试剂反应制得。它可以被高锰酸钾氧化为二(1-金刚烷基)二硫。